# Kirghizistan ai Giochi della XXXII Olimpiade
Il Kirghizistan ha partecipato ai Giochi della XXXII Olimpiade, che si sono svolti a Tokyo, Giappone, dal 23 luglio all'8 agosto 2021 (inizialmente previsti dal 24 luglio al 9 agosto 2020 ma posticipati per la pandemia di COVID-19) con nove atleti, cinque uomini e quattro donne.

## Delegazione
| Sport             | Uomini | Donne | Totale |
| ----------------- | ------ | ----- | ------ |
| Atletica          | 1      | 2     | 3      |
| Judo              | 1      | 0     | 1      |
| Lotta             | 6      | 3     | 9      |
| Nuoto             | 1      | 0     | 1      |
| Sollevamento pesi | 1      | 0     | 1      |
| Scherma           | 1      | 0     | 1      |
| Tiro              | 0      | 1     | 1      |
| Totale            | 11     | 6     | 17     |

## Risultati

### Atletica leggera
Eventi su pista e strada
| Atleta                | Evento             | Batteria  | Batteria  | Finale          | Finale          |
| Atleta                | Evento             | Risultato | Posizione | Risultato       | Posizione       |
| --------------------- | ------------------ | --------- | --------- | --------------- | --------------- |
| Nursultan Keneshbekov | 5000 m maschili    | 14'07"79  | 18º       | Non qualificato | Non qualificato |
| Darya Maslova         | Maratona femminile | N.D.      | N.D.      | 2h35'35"        | 36ª             |

### Judo
| Atleta          | Evento         | Preliminari          | 16-esimi             | Ottavi               | Quarti               | Semifinali           | Ripescaggio          | Finale               | Pos.            |
| Atleta          | Evento         | Avversario Punteggio | Avversario Punteggio | Avversario Punteggio | Avversario Punteggio | Avversario Punteggio | Avversario Punteggio | Avversario Punteggio | Pos.            |
| --------------- | -------------- | -------------------- | -------------------- | -------------------- | -------------------- | -------------------- | -------------------- | -------------------- | --------------- |
| Vladimir Zoloev | 81 kg maschile | Bye                  | Khubetsov P 00–10    | Non qualificato      | Non qualificato      | Non qualificato      | Non qualificato      | Non qualificato      | Non qualificato |

### Lotta

#### Libera
| Atleta               | Evento          | Ottavi               | Quarti               | Semifinali           | Ripescaggio          | Finale / FB                          | Pos. |
| Atleta               | Evento          | Avversario Risultato | Avversario Risultato | Avversario Risultato | Avversario Risultato | Avversario Risultato                 | Pos. |
| -------------------- | --------------- | -------------------- | -------------------- | -------------------- | -------------------- | ------------------------------------ | ---- |
| Ernazar Akmataliev   | 65 kg maschile  | Punia P 3–3          | Non qualificato      | Non qualificato      | Non qualificato      | Non qualificato                      | 12º  |
| Aiaal Lazarev        | 125 kg maschile | Steveson P 0–10      | Non qualificato      | Non qualificato      | Akgül P 0–3          | Non qualificato                      | 16º  |
| Aisuluu Tynybekova   | 62 kg femminile | Grigorjeva V 7–5     | Incze V 6F–0         | Koliadenko V 10–0    | Bye                  | Kawai P 3–4                          |      |
| Meerim Zhumanazarova | 68 kg femminile | Hristova V 4–0       | Oborududu P 2–3      | Non qualificata      | Manolova V 4–1       | Finale 3º posto Soronzonbold V 10F–1 |      |
| Aiperi Medet Kyzy    | 76 kg femminile | Syzdykova V 8–1      | Vorobieva V 12–0     | Gray P 2–3           | Bye                  | Finale 3º posto Adar P 0–4           | 5ª   |

#### Greco-romana
| Atleta                 | Evento         | Ottavi               | Quarti               | Semifinali           | Ripescaggio          | Finale               | Pos. |
| Atleta                 | Evento         | Avversario Risultato | Avversario Risultato | Avversario Risultato | Avversario Risultato | Avversario Risultato | Pos. |
| ---------------------- | -------------- | -------------------- | -------------------- | -------------------- | -------------------- | -------------------- | ---- |
| Zholaman Sharshenbekov | 60 kg maschile | Ainagulov V 8–0      | Ciobanu P 0–9        | Non qualificato      | Non qualificato      | Non qualificato      | 7º   |
| Akzhol Makhmudov       | 77 kg maschile | Maafi V 11–0         | Huseynov V 9–1       | Chalyan V 6–2        | Bye                  | T Lőrincz P 1–2      |      |
| Atabek Azisbekov       | 87 kg maschile | V Lőrincz P 1–6      | Non qualificato      | Non qualificato      | Kudla P 2–10         | Non qualificato      | 10º  |
| Uzur Dzhuzupbekov      | 97 kg maschile | Aleksanyan P 1–4     | Non qualificato      | Non qualificato      | Savolainen P 1–4     | Non qualificato      | 10º  |

### Nuoto
| Atleta          | Evento     | Batterie | Batterie  | Semifinali      | Semifinali      | Finale          | Finale          |
| Atleta          | Evento     | Tempo    | Posizione | Tempo           | Posizione       | Tempo           | Posizione       |
| --------------- | ---------- | -------- | --------- | --------------- | --------------- | --------------- | --------------- |
| Denis Petrashov | 100 m rana | 1'00"23  | 27º       | Non qualificato | Non qualificato | Non qualificato | Non qualificato |
| Denis Petrashov | 200 m rana | 2'10"07  | 18º       | Non qualificato | Non qualificato | Non qualificato | Non qualificato |

### Scherma
| Atleta       | Evento                     | 32-esimi             | 16-esimi             | Ottavi               | Quarti               | Semifinali           | Finale / FB          | Pos.            |
| Atleta       | Evento                     | Avversario Punteggio | Avversario Punteggio | Avversario Punteggio | Avversario Punteggio | Avversario Punteggio | Avversario Punteggio | Pos.            |
| ------------ | -------------------------- | -------------------- | -------------------- | -------------------- | -------------------- | -------------------- | -------------------- | --------------- |
| Roman Petrov | Spada individuale maschile | Ma S-g V 15–7        | Yamada P 13–15       | Non qualificato      | Non qualificato      | Non qualificato      | Non qualificato      | Non qualificato |

### Sollevamento pesi
| Atleta               | Evento         | Strappo   | Strappo    | Slancio   | Slancio    | Totale | Classifica |
| Atleta               | Evento         | Risultato | Classifica | Risultato | Classifica | Totale | Classifica |
| -------------------- | -------------- | --------- | ---------- | --------- | ---------- | ------ | ---------- |
| Bekdoolot Rasulbekov | 96 kg maschile | 166       | 8º         | 208       | 5º         | 374    | 6º         |

### Tiro a segno/volo
| Atleta                 | Evento                                 | Qualificazione | Qualificazione | Finale          | Finale          |
| Atleta                 | Evento                                 | Punteggio      | Classifica     | Punteggio       | Classifica      |
| ---------------------- | -------------------------------------- | -------------- | -------------- | --------------- | --------------- |
| Kanykei Kubanychbekova | Carabina 10 m aria compressa femminile | 612,8          | 48ª            | Non qualificata | Non qualificata |